# Podogymnura truei
Il gimnuro di Mindanao  (Podogymnura truei Mearns, 1905) è un mammifero della famiglia degli Erinaceidi, endemico delle Filippine.

## Descrizione
Si distingue dall'altra specie di gimnuro delle Filippine (P. aureospinula) per le minori dimensioni (il peso può variare tra 40 e 80 grammi) e il colore, che è rosso–castano sul dorso e marrone nella zona ventrale. Inoltre il pelo, che nell'altra specie è ispido, è lungo e morbido.

## Biologia
Le abitudini sono poco note. Si ritiene che sia insettivoro.

## Distribuzione e habitat
Le uniche popolazioni note di questa specie si trovano in piccole aree dell'isola di Mindanao, nell'arcipelago delle Filippine.
Vive in aree forestali sui monti Apo, McKinley, e Katanglad, ad una altitudine compresa tra 1.600 e 2.300 m.

## Status e conservazione
La IUCN Red List classifica questa specie come in pericolo di estinzione.
La Zoological Society of London, in base a criteri di unicità evolutiva e di esiguità della popolazione, considera Podogymnura truei una delle 100 specie di mammiferi a maggiore rischio di estinzione.